# Men and Cartoons
Men and Cartoons è una raccolta di racconti dello scrittore statunitense  Jonathan Lethem, uscita negli Stati Uniti nel 2004 e pubblicata in Italia da minimum fax nella traduzione di Martina Testa. Comprende tutta la narrativa breve di Lethem che non si trova nella precedente raccolta L'inferno comincia nel giardino.

## Edizioni
- (EN)  Jonathan Lethem, Men and cartoons: stories, Faber and Faber, London 2005
- (EN)  Jonathan Lethem, Men and cartoons: stories, Vintage books, New York 2005
- Jonathan Lethem, Men and cartoons, traduzione di Martina Testa, Minimum fax, Roma 2005
- Jonathan Lethem, Men and cartoons, Il Sole 24 Ore, Milano 2013
- Jonathan Lethem, Men and cartoons, traduzioni di Martina Testa e Edoardo Nesi, Bompiani, Milano 2016